# Laurent Verron

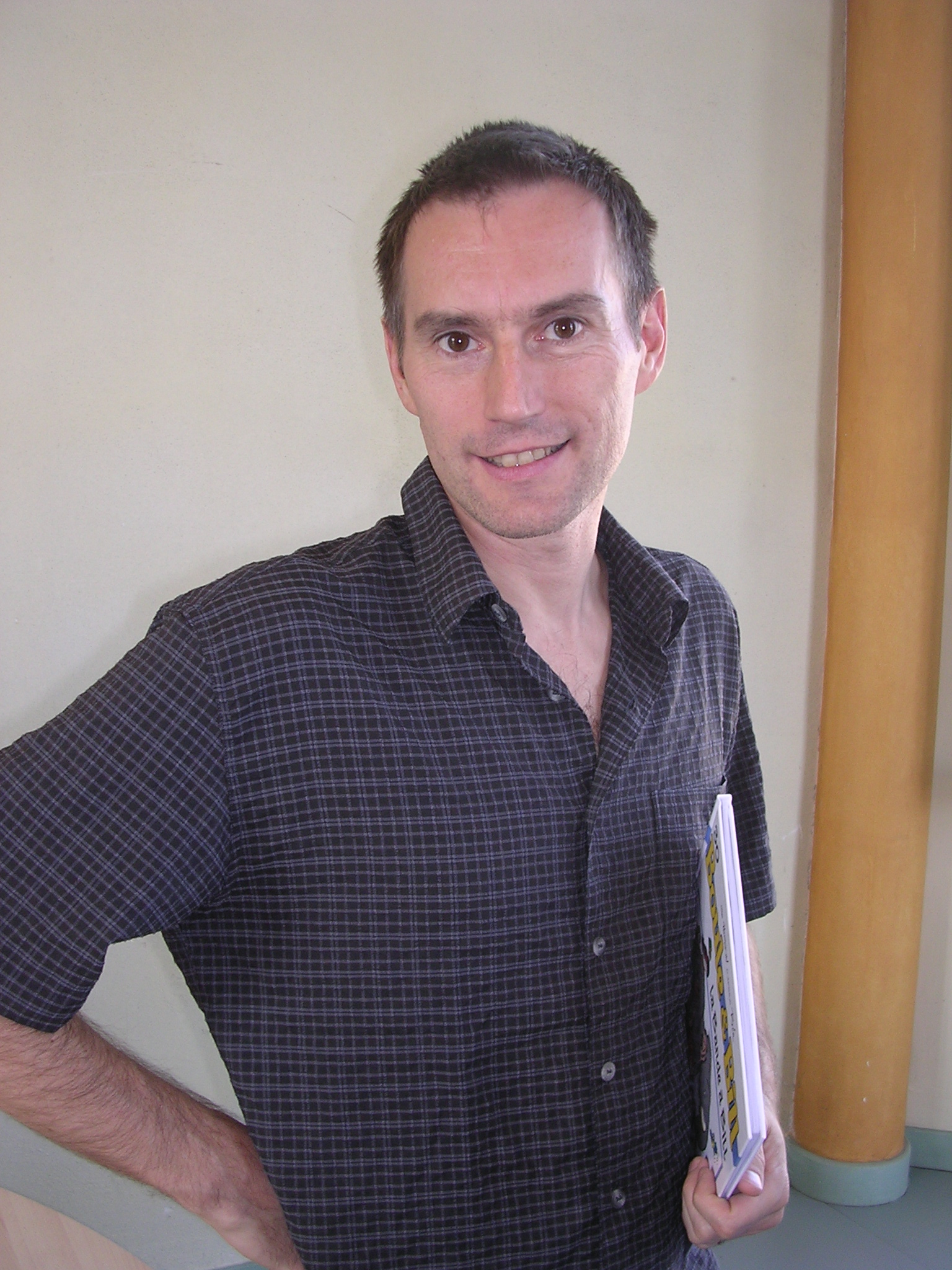
Laurent Verron (2005)

Laurent Verron (* 25. Mai 1962 in Grenoble) ist ein französischer Comiczeichner.
1986 kam Verron  nach Brüssel und lernte den Comiczeichner Jean Roba kennen. Dieser arbeitete bei der Werbeagentur, bei der Verron auch angestellt war. Mit Roba arbeitete er bis 1989 an der Serie Boule und Bill.
Nach einem Treffen mit dem Verleger Claude Lefranq veröffentlichte er 1991 die Serie Le maltais mit den Szenarien von Loup Durand, von der drei Episoden erschienen. Zwischen 1996 und 2006 erschien die siebenbändige Serie Odilon Verjus nach Szenarien von Yann. 2003 übernahm Verron auf Wunsch von Roba Boule und Bill und zeichnet die Serie seitdem mit seinen Kollegen Cric und Veys.